# Коламбія Тауншип (округ Бредфорд, Пенсільванія)
Коламбія Тауншип (англ. Columbia Township) — селище (англ. township) в США, в окрузі Бредфорд штату Пенсільванія. Населення — 1167 осіб (2020).

## Демографія
Згідно з переписом 2010 року, у селищі мешкало 1196 осіб у 450 домогосподарствах у складі 344 родин. Було 504 помешкання
Расовий склад населення:
| - 96,1 % — білих - 1,5 % — чорних або афроамериканців - 0,3 % — корінних американців - 0,3 % — азіатів - 0,1 % — вихідців з тихоокеанських островів |

До двох чи більше рас належало 1,6 %. Частка іспаномовних становила 1,0 % від усіх жителів.
За віковим діапазоном населення розподілялося таким чином: 24,2 % — особи молодші 18 років, 58,8 % — особи у віці 18—64 років, 17,0 % — особи у віці 65 років та старші. Медіана віку мешканця становила 42,1 року. На 100 осіб жіночої статі у селищі припадало 98,3 чоловіків;  на 100 жінок у віці від 18 років та старших — 97,8 чоловіків також старших 18 років.
Середній дохід на одне домашнє господарство  становив 75 371 долар США (медіана — 49 583), а середній дохід на одну сім'ю — 84 795 доларів (медіана — 57 292). За межею бідності перебувало 21,2 % осіб, у тому числі 35,3 % дітей у віці до 18 років та 3,3 % осіб у віці 65 років та старших.
Цивільне працевлаштоване населення становило 452 особи. Основні галузі зайнятості: освіта, охорона здоров'я та соціальна допомога — 30,1 %, виробництво — 15,5 %, сільське господарство, лісництво, риболовля — 11,5 %, транспорт — 9,1 %.